# Ausweiler
Ausweiler war ein Dorf im Landkreis Birkenfeld mit 329 Einwohnern (Stand 1939). Der Ort wurde 1937 bei der Anlegung des Truppenübungsplatzes Baumholder aufgegeben und eingeebnet. Die Einwohner wurden in den umliegenden Ortschaften neu angesiedelt.
Ausweiler wurde 825 als Besitz der Abtei Tholey erstmals erwähnt. Später gelangte es zu dem 1332 geschaffenen Amt Frauenberg der Hinteren Grafschaft Sponheim und wurde mit diesem 1580 in das Amt Birkenfeld eingegliedert. Während der napoleonischen Zeit gehörte Ausweiler zur Mairie Reichenbach im Kanton Baumholder, danach zur lichtenbergischen Bürgermeisterei Reichenbach und von 1834 an zur preußischen Bürgermeisterei Baumholder.
Bereits die 1560 genannte kleine Kapelle in dem Ort gehörte zu dem Kirchspiel Reichenbach. Bis zur Auflösung des Ortes gehörte Ausweiler zur evangelischen Kirchengemeinde Reichenbach.
Die frühere Gemarkung von Ausweiler ist seit 1994 zwischen den Städten Baumholder und Idar-Oberstein aufgeteilt. 